# Aerodramus whiteheadi
Aerodramus whiteheadi là một loài chim trong họ Apodidae.